# 第九の呪い
第九の呪い（だいくののろい）は、クラシック音楽の作曲家の間で囁かれていたとされる、「交響曲第9番を作曲すると死ぬ」というジンクスである。

## 概要
ベートーヴェンが交響曲第9番を完成させた後、交響曲第10番を完成することなく死去したことに端を発する。
グスタフ・マーラーが「第九の呪い」を恐れて、交響曲第8番の完成後に取りかかった次作の交響曲に番号を付けず『大地の歌』と名づけたという逸話が知られている。マーラーはその後に交響曲第9番を作曲したが、交響曲第10番は未完に終わった。
実際に「交響曲第9番」作曲と前後して死去した主要な作曲家は、ベートーヴェン、シュポーア、ブルックナー、マーラー、ヴォーン・ウィリアムズ、シュニトケ、ヴェレスなどがいる。ただし、ブルックナーやマーラー、シュニトケは番号のないもの、あるいは「第0番」を含めると生涯に10曲以上の交響曲を完成させている。また、アッテルベリやタンスマン、パーシケッティ、アーノルドが最後に残した交響曲、グラズノフが未完のスケッチのみを残した最後の交響曲が「第9番」であるが、彼らはその作曲から死去までに10年以上の年月を経ている。
シューベルトの交響曲について見ると、完成した作品は実際には7曲で、他に未完成の交響曲が6ないし7曲を数える。この未完成作品のうち、どれを選びどの番号を与えるかは時代と共に変動した。国際シューベルト協会は最新の番号付けとして、完成した7曲にいわゆる『未完成』を加えた8曲に番号を作曲順に付けたものを定め、今日これが一応通用しているが、かつては別の未完成の交響曲を「交響曲第7番」として加え、9曲としており、こちらの番号体系も根強く使用されている。『ザ・グレイト』と通称される、完成した最後の交響曲は、『未完成』の発見までは「第7番」、その後「第9番」とされ、国際シューベルト協会は「第8番」としているが、「第10番」の番号が付けられたこともあった（「第10番」は未完成の交響曲のうち最晩年に書かれた作品に用いられることが多い）。
ドヴォルザークは9番目の交響曲を完成したところで打ち止めになったが、初めの4曲は生前には出版されなかったため番号が振られず、現在第9番とされている作品も当初「交響曲第5番」として出版されたため、厳密には「交響曲第9番」を作曲して死んだわけではない。
他の多くの作曲家はその前で打ち止めになっているか、それを大きく越えている。たとえば、交響曲を主な表現の手段とはしなかったシューマン、ラフマニノフなどの作曲家は第9番のはるか前で打ち止めになっているし、交響曲を重要な表現の手段としていたブラームス、チャイコフスキー、シベリウス、ニールセン、プロコフィエフらも、結局第9番に及ばないところで打ち止めになっている。

## 例外
ベートーヴェン以前の作曲家であるハイドンやモーツァルトらは「第九の呪い」とは無縁であり、第9番をはるかに上回る数の交響曲を作曲している。ベートーヴェン以降の19世紀の作曲家では、メンデルスゾーンの交響曲が生前に第3番まで、死後に第5番まで番号付きで出版されたが（ただし第2番以降は作曲順でない）、第1番以前の作品として「弦楽のための交響曲」が12曲ないし13曲存在する。また、第5番『レノーレ』が有名なラフが、番号つきだけでも交響曲を第11番まで（ただし完成作は第10番まで）書いている。
第一次世界大戦後では、ミャスコフスキーが27曲を作曲している。第二次世界大戦後に第10番を書いた作曲家には、ホヴァネス（67曲）、ブライアン（32曲）、ヴァインベルク（20曲）、ヴィラ＝ロボス（16曲）、ショスタコーヴィチ（15曲）、ミヨー（12曲以上、室内交響曲6曲には第1番から第6番まで独立した番号が付された）、シンプソン（11曲）、ヘンツェ（10曲）、トゥビン（11曲、第11番は未完成）、池辺晋一郎（2023年時点で11曲）などが存在する。フィンランドの作曲家で指揮者のセーゲルスタムは、2管編成24分程度の交響曲群を作曲し続けており、その数は300曲を超える。